# 西海市立大崎中学校
西海市立大崎中学校（さいかいしりつ おおさきちゅうがっこう, Saikai City Osaki Junior High School）は、長崎県西海市大島町にある公立中学校。略称は「大崎中」（おおさきちゅう）。
2013年（平成25年）4月に市内の中学校2校が統合され、長崎県立大崎高等学校の敷地に校舎が完成し、連携型の中高一貫教育を開始した。

## 概要
歴史
西海市の公立中学校規模適正化に伴い、2013年（平成25年）4月に、大島・崎戸地区の以下の中学校2校を統合して開校した。市町村合併で西海市が発足してからは2012年（平成24年）4月の西海市立西海中学校に次いで中学校では2番目の統合となる。
- 西海市立大島中学校
- 西海市立崎戸中学校

校名の由来
旧2校の校名から1文字ずつとって（大島の「大」、崎戸の「崎」）を組み合わせて命名された。（連携型中高一貫教育を行う大崎高校と同じ。）
校区
住所表記で西海市の後に大島町、崎戸町（ただし江島・平島を除く）が続く地域。小学校区は西海市立大崎小学校。
校訓
「学・志・夢」
校章
校名の「大」と「崎」の文字を図案化し、「中」の文字を囲んでいる。

## 沿革

### 旧・崎戸中学校
- 1947年（昭和22年）

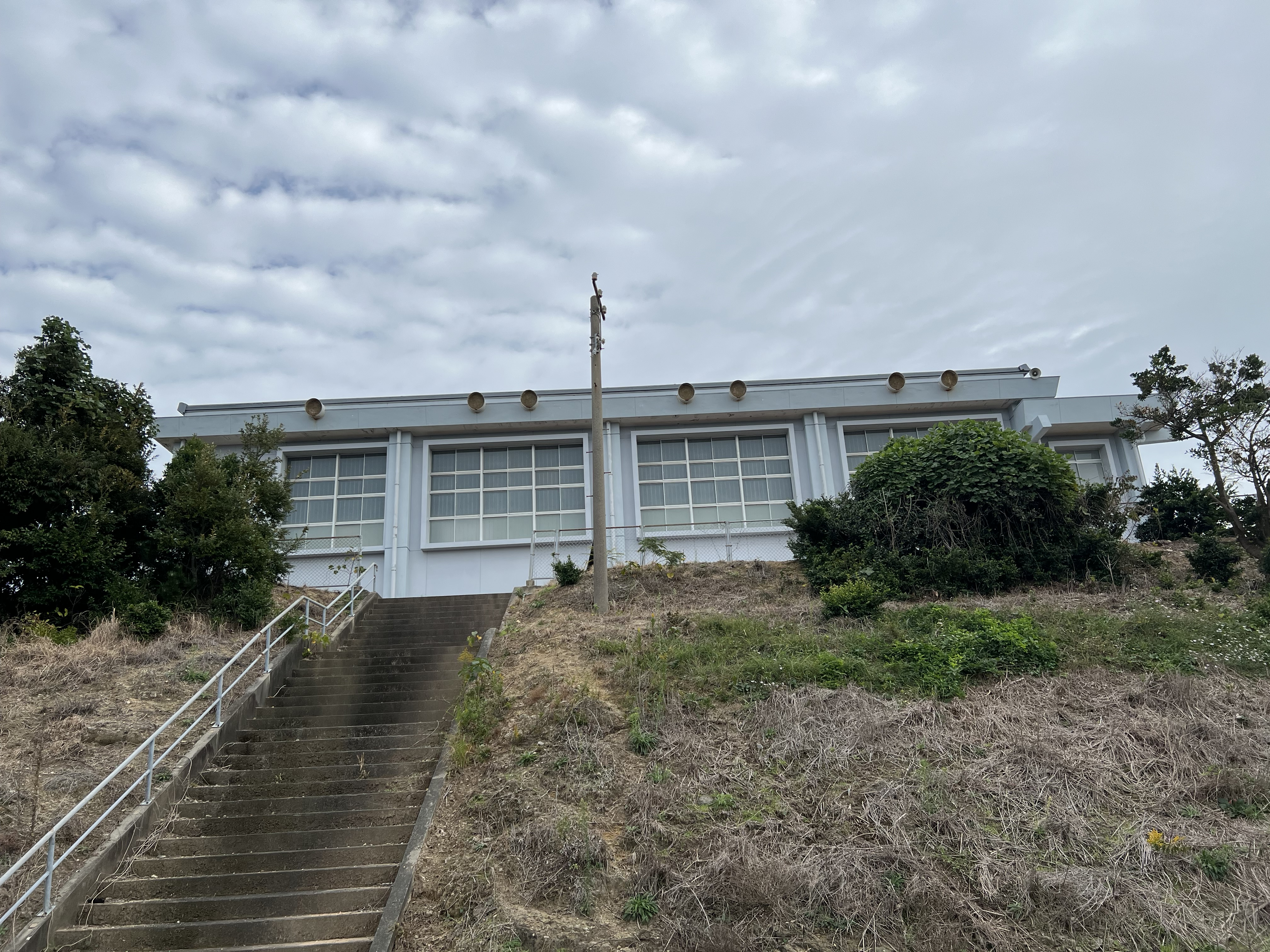
旧・崎戸中学校跡。跡地は食品加工工場となっている。

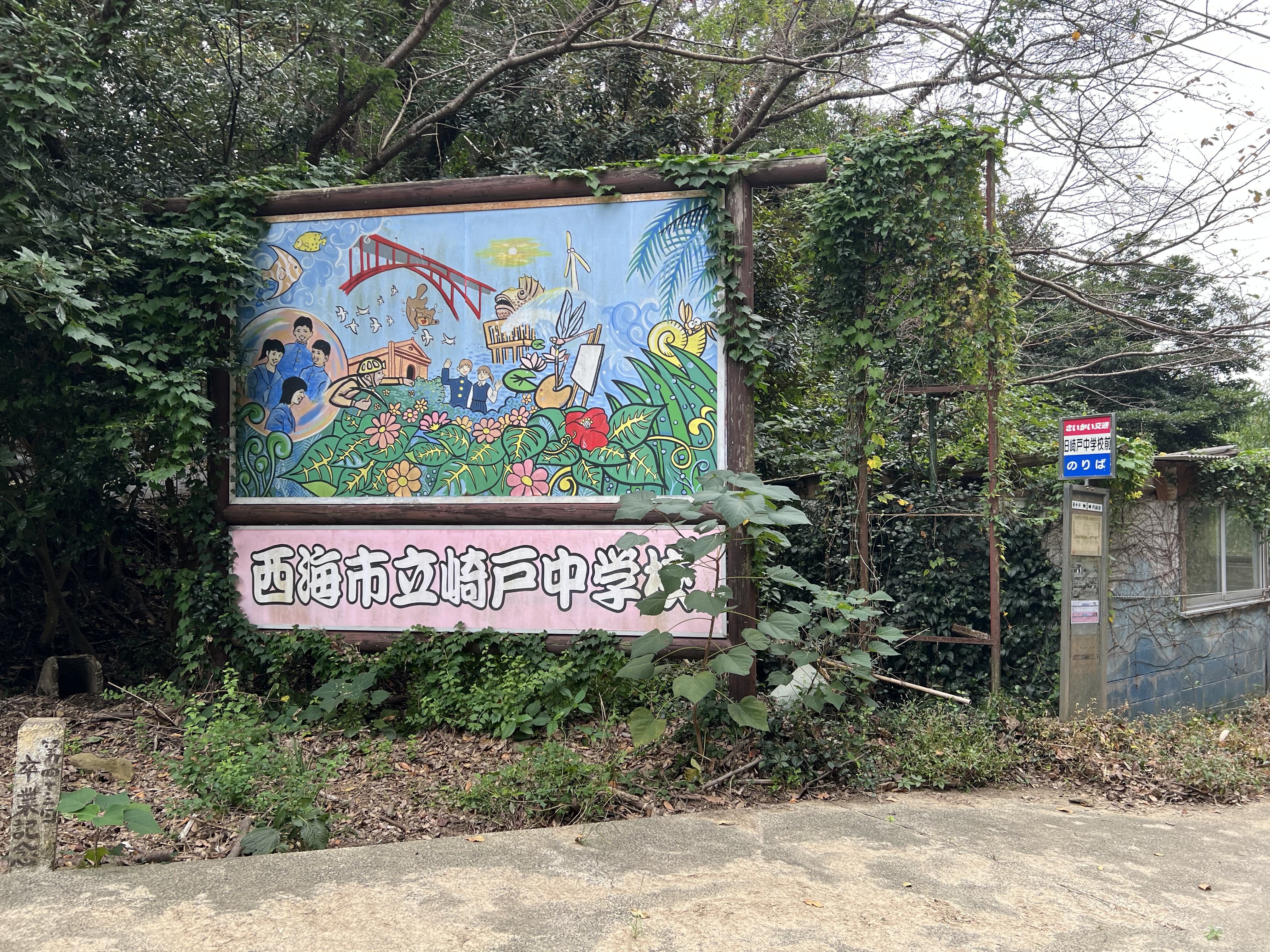
旧・崎戸中学校入口

  - 4月1日 - 学制改革が行われる（六・三制の実施）
    - 崎戸町内の国民学校初等科が改組され、新制小学校3校が発足。
      - 「崎戸町立蠣浦小学校」[1]
      - 「崎戸町立崎戸小学校」[1]
      - 「崎戸町立昭和小学校」[1]が発足。

    - 崎戸町内の国民学校高等科および青年学校が改組され、「崎戸町立崎戸中学校」（新制中学校）が発足。中学校の学級数（合計）は13、生徒数は701名でのスタートとなる。
      - 当初、中学校専用の校舎はまだなかったため、崎戸鉱業所の旧・技能鉱員養成所を借り受け「本部」を設置。
      - 蠣浦小学校に併設する形で「蠣浦分室」を、崎戸小学校に併設する形で「崎戸分室」を設置。

  - 5月 - 後援会が発足。
- 1948年（昭和23年）4月 - 崎戸小学校併設の崎戸分室を廃止。
- 1949年（昭和24年）- 後援会を育友会に改称。
- 1950年（昭和25年）7月 - 新校舎（第1期工事）が完成し移転。蠣浦小学校併設の蠣浦分室の一部の生徒を収容。
- 1951年（昭和26年）
  - 6月 - 校旗が寄贈される。
  - 9月 - 新校舎（第2期工事）8教室が完成し、蠣浦分室の生徒を全て収容し、蠣浦分室を廃止。
  - 11月 - 残り6教室が完成。
- 1964年（昭和39年）- 完全給食を実施。
- 1968年（昭和43年）3月17日 - 崎戸炭鉱が閉山。
- 1975年（昭和50年）- 新校舎が完成。
- 1976年（昭和56年）6月 - 体育館が完成。
- 1984年（昭和59年）- 給食センター方式を開始。
- 1991年（平成3年）- コンピュータ室が完成。
- 1999年（平成11年）- 校舎大規模改修を実施。
- 2005年（平成17年）4月1日 - 西海市の発足により、「西海市立崎戸中学校」と改称。
- 2013年（平成25年）3月31日 - 統合により閉校。66年の歴史に幕を下ろす。
  - 最終所在地 - 長崎県西海市崎戸町蠣浦郷1415番地1（北緯33度02分11.7秒 東経129度37分28.5秒 / 北緯33.036583度 東経129.624583度）
  - 跡地の活用 - 食品加工工場となっている。

### 旧・大島中学校
旧・大島西中学校

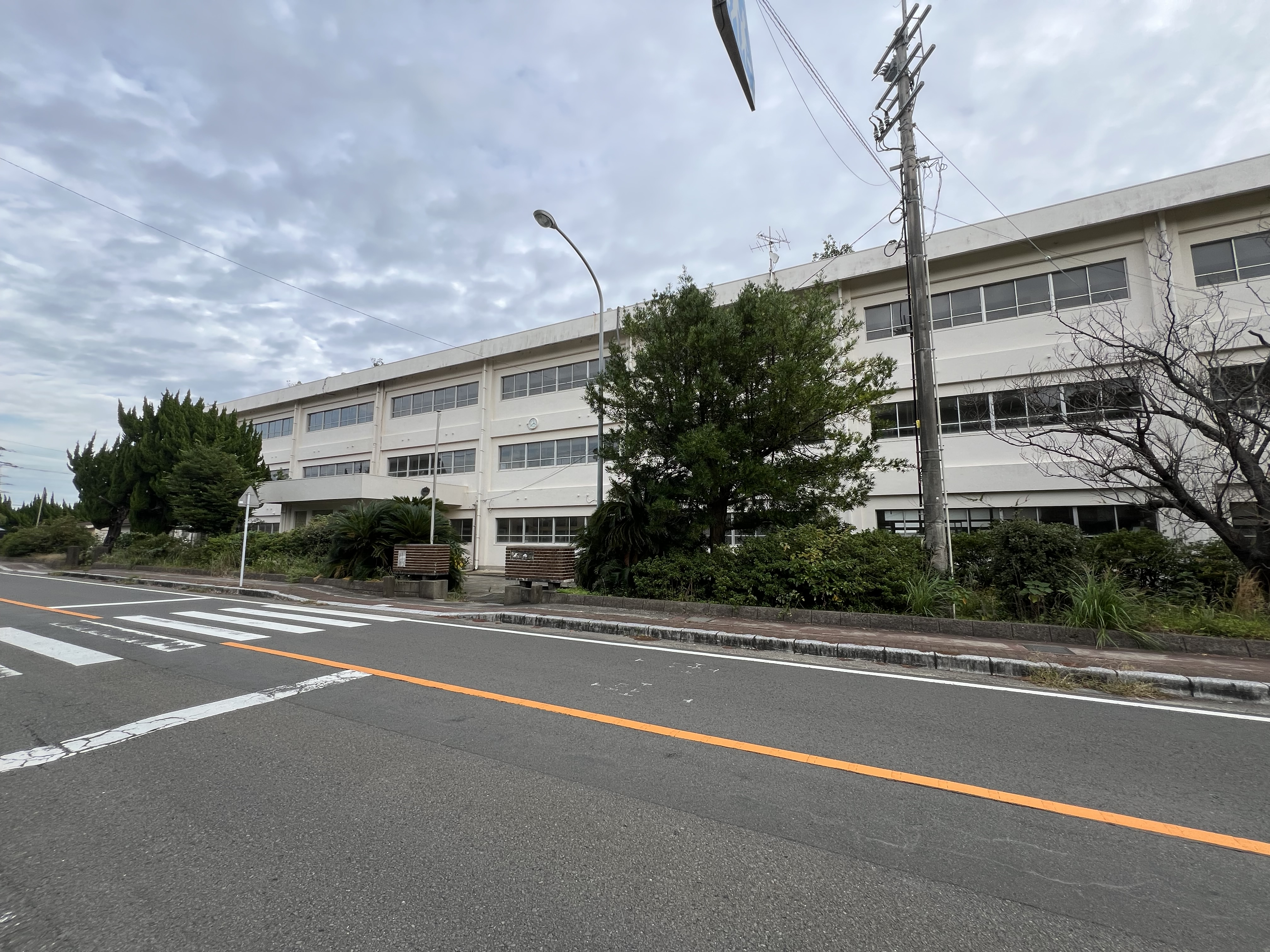
旧・大島中学校跡

- 1947年（昭和22年）4月1日 - 学制改革（六・三制の実施）が行われる。
  - 黒瀬[2]国民学校初等科が改組され、黒瀬村立黒瀬小学校が発足。
  - 黒瀬国民学校高等科が改組され、「黒瀬村立黒瀬中学校」（新制中学校）が発足。当面の間、黒瀬小学校と青年学校に併設される。学級数は4、生徒数は135名でのスタートとなる。
- 1949年（昭和24年）
  - 4月1日 - 町制施行により、「黒瀬町立黒瀬中学校」と改称。
  - 7月1日 - 町名の改称に伴い、「大島町立黒瀬中学校」と改称。
  - この年 - 中学校校舎が完成し、小学校との併設を解消。
- 1951年（昭和26年）9月1日 - 「大島町立大島西中学校」と改称。
- 1960年（昭和35年）- 校旗と校歌を制定。
- 1965年（昭和40年）- 完全給食を実施。
- 1968年（昭和43年）- 体育館が完成。
- 1970年（昭和45年）- 大島炭鉱が閉山。
- 1977年（昭和52年）3月31日 - 統合により閉校。

旧・大島東中学校
- 1947年（昭和22年）4月1日 - 学制改革（六・三制の実施）が行われる。
  - 徳万[3]国民学校初等科が改組され、黒瀬村立徳万小学校が発足。
  - 徳万国民学校高等科が改組され、「黒瀬村立徳万中学校」（新制中学校）が発足。当面の間、徳万小学校と大島鉱業所修道館青年学校に併設される。学級数は5、生徒数は222名でのスタートとなる。
- 1949年（昭和24年）
  - 4月1日 - 町制施行により、「黒瀬町立徳万中学校」と改称。
  - 7月1日 - 町名の改称に伴い、「大島町立徳万中学校」と改称。
- 1950年（昭和25年）6月16日 - 大島鉱業所修道館青年学校に長崎県立西彼杵高等学校大島分校（定時制）が併設される。
- 1951年（昭和26年）
  - 9月1日 - 「大島町立大島東中学校」と改称。
  - 10月17日 - 新校舎が完成。
- 1952年（昭和27年）4月10日 - 長崎県立西彼杵高等学校大島分校と長崎県立大崎高等学校大島校舎が併設される。
- 1954年（昭和29年）11月 - 長崎県立大崎高等学校の統合校舎が完成し、高校との併設を解消。
- 1959年（昭和34年）- 体育館が完成。ミルク給食を開始。
- 1963年（昭和38年）- 女子の制服を規定。
- 1965年（昭和40年）- 完全給食を実施。
- 1970年（昭和45年）- 大島炭鉱が閉山。校舎を改築。
- 1977年（昭和52年）3月31日 - 統合により閉校。

統合・大島中学校
- 1977年（昭和52年）4月1日 - 大島町内の中学校2校（大島西・大島東）が統合され、「大島町立大島中学校」が開校。（10学級 生徒数361名）
- 1983年（昭和58年）- 運動場を拡張。
- 1989年（平成元年）- 新校舎が完成。
- 1993年（平成5年）- 体育館が完成。
- 2005年（平成17年）4月1日 - 西海市の発足により、「西海市立大島中学校」と改称。
- 2013年（平成25年）3月31日 - 統合により閉校。
  - 最終所在地 - 長崎県西海市大島町1812番地8（北緯33度02分11.7秒 東経129度37分28.5秒 / 北緯33.036583度 東経129.624583度）
  - 跡地の活用 - 体育館は「西海市大島体育館」として利用されている。グラウンドは大島造船所の社員寮および駐車場となっている。校地のそばには、閉校前から西海市大島学校給食調理場が併設されている。

### 統合・大崎中学校
- 2013年（平成25年）4月1日 - 以上の2校を統合の上、「西海市立大崎中学校」（現校名）が開校。校舎を長崎県立大崎高等学校の校地に新設し、連携型中高一貫教育を開始。
- 2022年（令和4年）4月1日 - 新設される西海市立大崎小学校[4]および長崎県立大崎高等学校との間で、連携型小中高一貫教育を開始[5]。

## 部活動
運動部
- サッカー部
- 野球部
- ソフトテニス部
- バレーボール部
- バスケットボール部
- バドミントン部

文化部
- 美術部
- 吹奏楽部

## 交通アクセス
最寄りのバス停
- さいかい交通「大崎高校」

道路
- 長崎県道15号崎戸大島線

## 周辺
- 佐世保市消防局東消防署 大崎出張所
- 中戸大橋

## 参考資料
- 大崎地区中学校適正配置（学校統合）実施計画 ～よりよい教育環境の実現に向けて～（PDF）- 西海市教育委員会
- 長崎県立高等学校教育改革 第6次実施計画（PDF）- 長崎県教育委員会
- 「崎戸町の歴史」（1978年（昭和53年）9月, 崎戸町教育委員会）